# Jeremy de Nooijer
Jeremy de Nooijer (Vlissingen, 15 maart 1992) is een Nederlands voetballer die doorgaans speelt als middenvelder. In september 2024 tekende hij voor VV Goes. De Nooijer maakte in 2015 zijn debuut in het Curaçaos voetbalelftal.

## Carrière
De Nooijer begon met voetballen bij VV RCS en speelde een periode in Heerenveen toen zijn vader bij sc Heerenveen speelde. Hij keerde kort terug bij RCS en kwam toen bij JVOZ (Jeugd Voetbal Opleiding Zeeland) van zijn vader. In maart 2011 tekende de middenvelder een tweejarig contract bij Sparta Rotterdam. De Nooijer debuteerde op 21 december 2012 in het eerste team van Sparta. In een met 2–1 verloren wedstrijd tegen SC Veendam verving hij in de tweede helft spits Roald van Hout. In drie seizoenen tijd speelde hij tweeënzestig competitiewedstrijden voor de Rotterdammers.
In de zomer van 2015 verliet De Nooijer Sparta voor Levski Sofia, de nummer zeven van Bulgarije in het voorgaande seizoen. Bij Levski tekende hij een contract tot medio 2017. Na afloop van dit contract verkaste de middenvelder naar Sheriff Tiraspol, waar hij zijn handtekening zette onder een verbintenis voor de duur van twee seizoenen. Met de club won hij twee Moldavische landstitels. In maart 2019 tekende hij een contract bij Sūduva Marijampolė in Litouwen. In mei 2019 werd zijn contract weer ontbonden.
Hij ging in juni 2019 naar Al-Shamal dat op het tweede niveau in Qatar uitkomt. Hier vertrok De Nooijer in juli 2023, waarna hij ruim een jaar zonder club zat. In september 2024 tekende hij bij VV Goes, waar zijn vader Dennis trainer was en zijn broer Mitchell speelde. De onderhandelingen tussen club en speler liepen eerst spaak, maar er werd toch een contract overeengekomen.

## Clubstatistieken
| Seizoen | Club               | Competitie        | Competitie | Competitie | Beker | Beker | Internationaal | Internationaal | Nacompetitie | Nacompetitie | Totaal | Totaal |
| Seizoen | Club               | Competitie        | Wed.       | Dlp.       | Wed.  | Dlp.  | Wed.           | Dlp.           | Wed.         | Dlp.         | Wed.   | Dlp.   |
| ------- | ------------------ | ----------------- | ---------- | ---------- | ----- | ----- | -------------- | -------------- | ------------ | ------------ | ------ | ------ |
| 2012/13 | Sparta Rotterdam   | Eerste divisie    | 7          | 0          | 0     | 0     | —              | —              | 1            | 0            | 8      | 0      |
| 2013/14 | Sparta Rotterdam   | Eerste divisie    | 24         | 1          | 0     | 0     | —              | —              | 1            | 0            | 25     | 1      |
| 2014/15 | Sparta Rotterdam   | Eerste divisie    | 31         | 1          | 1     | 0     | —              | —              | —            | —            | 32     | 1      |
| 2015/16 | Levski Sofia       | Parva Liga        | 29         | 1          | 3     | 0     | —              | —              | —            | —            | 32     | 1      |
| 2016/17 | Levski Sofia       | Parva Liga        | 21         | 0          | 2     | 0     | 2              | 0              | —            | —            | 25     | 0      |
| 2017    | Sheriff Tiraspol   | Divizia Națională | 13         | 0          | 0     | 0     | 10             | 0              | —            | —            | 23     | 0      |
| 2018    | Sheriff Tiraspol   | Divizia Națională | 10         | 1          | 1     | 0     | 0              | 0              | —            | —            | 11     | 1      |
| 2019    | Sūduva Marijampolė | A lyga            | 8          | 0          | 1     | 0     | 0              | 0              | —            | —            | 9      | 0      |
| Totaal  | Totaal             | Totaal            | 143        | 4          | 8     | 0     | 12             | 0              | 2            | 0            | 165    | 4      |

Bijgewerkt op 13 februari 2025.

## Interlandcarrière
De Nooijer maakte zijn officiële debuut in het Curaçaos voetbalelftal op 11 juni 2015, toen met 0–0 gelijkgespeeld werd tegen Cuba. De middenvelder mocht van bondscoach Patrick Kluivert in de basis beginnen en het gehele duel lang vormde hij een duo op het middenveld met Kemy Agustien. Met Curaçao won De Nooijer op 25 juni 2017 de finale van de Caribbean Cup 2017 door Jamaica met 2–1 te verslaan.
| Interlands van Jeremy de Nooijer voor Curaçao | Interlands van Jeremy de Nooijer voor Curaçao | Interlands van Jeremy de Nooijer voor Curaçao | Interlands van Jeremy de Nooijer voor Curaçao | Interlands van Jeremy de Nooijer voor Curaçao | Interlands van Jeremy de Nooijer voor Curaçao | Interlands van Jeremy de Nooijer voor Curaçao |
| №                                             | Datum                                         | Wedstrijd                                     | Uitslag                                       | Competitie                                    | Goals                                         |                                               |
| Als speler bij Levski Sofia                   | Als speler bij Levski Sofia                   | Als speler bij Levski Sofia                   | Als speler bij Levski Sofia                   | Als speler bij Levski Sofia                   | Als speler bij Levski Sofia                   | Als speler bij Levski Sofia                   |
| --------------------------------------------- | --------------------------------------------- | --------------------------------------------- | --------------------------------------------- | --------------------------------------------- | --------------------------------------------- | --------------------------------------------- |
| 1                                             | 5 juni 2015                                   | Curaçao – Trinidad en Tobago                  | 1 – 0                                         | Vriendschappelijk                             |                                               |                                               |
| 2                                             | 10 juni 2015                                  | Curaçao – Cuba                                | 0 – 0                                         | WK 2018 kwalificatie                          |                                               |                                               |
| 3                                             | 14 juni 2015                                  | Cuba – Curaçao                                | 1 – 1                                         | WK 2018 kwalificatie                          |                                               |                                               |
| 4                                             | 4 september 2015                              | Curaçao – El Salvador                         | 0 – 1                                         | WK 2018 kwalificatie                          |                                               |                                               |
| 5                                             | 8 september 2015                              | El Salvador – Curaçao                         | 1 – 0                                         | WK 2018 kwalificatie                          |                                               |                                               |
| 6                                             | 1 juni 2016                                   | Guyana – Curaçao                              | 2 – 5                                         | Caribbean Cup 2017 kwalificatie               |                                               |                                               |
| 7                                             | 22 maart 2017                                 | Curaçao – El Salvador                         | 1 – 1                                         | Vriendschappelijk                             |                                               |                                               |
| 8                                             | 13 juni 2017                                  | Canada – Curaçao                              | 2 – 1                                         | Vriendschappelijk                             |                                               |                                               |
| Als speler bij Sheriff Tiraspol               |                                               |                                               |                                               |                                               |                                               |                                               |
| 9                                             | 10 oktober 2017                               | Qatar – Curaçao                               | 1 – 2                                         | Vriendschappelijk                             |                                               |                                               |
| 10                                            | 12 oktober 2018                               | Amerikaanse Maagdeneilanden – Curaçao         | 0 – 5                                         | Nations League 2019/20 kwalificatie           |                                               |                                               |
| 11                                            | 19 november 2018                              | Curaçao – Guadeloupe                          | 6 – 0                                         | Nations League 2019/20 kwalificatie           |                                               |                                               |
| Als speler bij Sūduva Marijampolė             |                                               |                                               |                                               |                                               |                                               |                                               |
| 12                                            | 23 maart 2019                                 | Antigua en Barbuda – Curaçao                  | 2 – 1                                         | Nations League 2019/20 kwalificatie           |                                               |                                               |
| Als speler bij Al-Shamal                      |                                               |                                               |                                               |                                               |                                               |                                               |
| 13                                            | 7 september 2019                              | Curaçao – Haïti                               | 1 – 0                                         | Nations League 2019/20 kwalificatie           |                                               |                                               |
| 14                                            | 10 september 2019                             | Haïti – Curaçao                               | 1 – 1                                         | Nations League 2019/20 kwalificatie           |                                               |                                               |
| 15                                            | 13 oktober 2019                               | Costa Rica – Curaçao                          | 0 – 0                                         | Nations League 2019/20 kwalificatie           |                                               |                                               |
| 16                                            | 14 november 2019                              | Curaçao – Costa Rica                          | 1 – 2                                         | Nations League 2019/20 kwalificatie           |                                               |                                               |
| 17                                            | 25 maart 2021                                 | Curaçao – Saint Vincent en de Grenadines      | 5 – 0                                         | WK 2022 kwalificatie                          |                                               |                                               |

Bijgewerkt op 13 februari 2025.

## Privé
De Nooijer is een zoon van Dennis de Nooijer, die ook bij Sparta debuteerde in het profvoetbal. Zijn neef Bradley, zoon van oud-profvoetballer Gérard, speelde ook bij Sparta en JVOZ.

## Erelijst
| Competitie        |         |            |         |         |
| Competitie        | Aantal  | Jaren      |         |         |
| Curaçao           | Curaçao | Curaçao    | Curaçao | Curaçao |
| ----------------- | ------- | ---------- | ------- | ------- |
| Caribbean Cup     | 1       | 2017       |         |         |
| Sheriff Tiraspol  |         |            |         |         |
| Divizia Națională | 2       | 2017, 2018 |         |         |